# Rafał Ostrowski
Rafał Ostrowski (ur. 28 lutego 1985) – polski lekkoatleta, płotkarz, reprezentant kraju.

## Osiągnięcia
Jego koronnym dystansem jest bieg na 400 metrów przez płotki. Jest w tej konkurencji wicemistrzem Polski z 2008, 2009 (w obu występach przegrał jedynie z rekordzistą kraju i medalistą mistrzostw świata – Markiem Plawgo), 2010 i 2013 roku. Na tym samym dystansie był w 2005 i 2007 młodzieżowym mistrzem Polski, wielokrotnie zdobywał także złote medale mistrzostw Polski AZS.

## Rekordy życiowe
- Bieg na 400 metrów – 47,15 s. (2010)
- Bieg na 300 metrów przez płotki – 36,0 s. (2009, wynik pomiaru ręcznego)
- Bieg na 400 metrów przez płotki – 50,53 s. (10 września 2011, Kraków) – 20. wynik w historii polskiej lekkoatletyki[1]